# Ummidia cuicatec
Espèce
Ummidia anaya est une espèce d'araignées mygalomorphes de la famille des Halonoproctidae.

## Distribution
Cette espèce est endémique d'Oaxaca au Mexique,. Elle se rencontre vers San Juan Bautista Cuicatlán et Portillo de Nejapa.

## Description
La carapace du mâle holotype mesure 8,96 mm de long sur 8,53 mm et la carapace de la femelle paratype mesure 8,98 mm de long sur 8,54 mm.

## Étymologie
Son nom d'espèce lui a été donné en référence au lieu de sa découverte, Cuicatec.

## Publication originale
- Godwin & Bond, 2021 : « Taxonomic revision of the New World members of the trapdoor spider genus Ummidia Thorell (Araneae, Mygalomorphae, Halonoproctidae). » ZooKeys, no 1027, p. 1-65 (texte intégral).